# Ндайшими, Юссуф
Юссуф Ньянге Ндайшими (англ. Youssouf Nyange Ndayishimiye; родился 27 октября 1998, Бужумбура, Бурунди) — бурундийский футболист, полузащитник клуба «Ницца» и сборной Бурунди.

## Клубная карьера
Ндайшими начал профессиональную карьеру на родину в клубе «Аигле Ноир Макамба». В начале 2020 года Юссуф подписал контракт с турецким «Ени Малатьяспор». 1 марта в матче против «Денизлиспора» он дебютировал в турецкой Суперлиге. 27 июля в поединке против Фенербахче Юссуф забил свой первый гол за «Ени Малатьяпор». В начале 2021 года Ндайшими перешёл в «Истанбул Башакшехир».

## Международная карьера
11 марта 2017 года в товарищеском матче против сборной Джибути Ндайшими дебютировал за сборную Бурунди. 15 ноября 2020 года в отборочном матче Кубка Африки 2021 против сборной Мавритании он забил свой первый гол за национальную команду.

### Голы за сборную Бурунди
| #   | Дата           | Место                               | Противник  | Счёт | Результат | Соревнование          |
| --- | -------------- | ----------------------------------- | ---------- | ---- | --------- | --------------------- |
| 01. | 15 ноября 2020 | Интвари Стэдиум, Бужумбура, Бурунди | Мавритания | 2:1  | 3:1       | КАН 2021 квалификация |